# Pero pumaria
Pero pumaria là một loài bướm đêm trong họ Geometridae.